# Willy Rösingh
Wilhelm "Willy" Hermann Conrad Enno Rösingh (født 2. december 1900 i Amsterdam, død 5. juni 1976 sammesteds) var en hollandsk roer og olympisk guldvinder.
Rösingh blev olympisk mester under OL 1924 i Paris. Han vandt i toer uden styrmand sammen med Teun Beijnen. Fem både var tilmeldt i disciplinen, men kun tre stillede op. Alligevel insisterede arrangørerne på at afholde indledende heat, hvor de to hollændere kom til at ro alene, mens briterne og franskmændene roede mod hinanden. Franskmændene og hollænderne var dermed direkte i finalen, mens briterne måtte ro et opsamlingsheat(!) Imidlertid måtte de opgive at stille op i finalen på grund af en skade, og dermed blev finalen en direkte kamp mellem Beijnen og Rösingh og franskmændene Maurice Monney-Bouton og Georges Piot. Her var hollænderne stærkest og førte klart efter 1000 m. Franskmændene kæmpede for at komme tilbage, men måtte i sidste ende se guldet gå til modstanderne mere end to sekunder foran.
Beijnen og Rösingh stillede også op ved EM nogle uger efter OL i 1924, og her vandt de guld i toer med styrmand samt sølv i toer uden styrmand.

## OL-medaljer
- 1924:  Guld i toer uden styrmand